# Bytom
För staden i Lubusz vojvoskap i västra Polen, se Bytom Odrzański.
Bytom (tyska: Beuthen O.S.) är en stad med powiatstatus i Övre Schlesien i sydvästra Polen belägen 20 kilometer nordväst om Katowice. Staden hade år 2009 183 250 invånare.

## Historia
Staden hette tidigare Beuthen och var kretsstad i
preussiska provinsen Schlesien, regeringsområdet
Oppeln, nära dåvarande polska gränsen. Den var ursprungligen en mycket liten stad men växte snabbt under industrialismen. 1820 fanns här omkring 2.000 innevånare, 1845 4.000 och 1885 26.000. 1900 hade staden 51 404 invånare, därav 5 622 protestanter och 2 594 judar. Beuthen var en av huvudorterna för Schlesiens järnindustri och stenkolsbrytning. Viktiga zink-, bly- och
zinkspatgruvor fanns i nejden. Området Beuthen ägdes till stor del av den furstliga och grevliga släkten Henckel von Donnersmarck.
Under andra världskriget etablerade SS ett ghetto i Beuthen för stadens judiska befolkning och Beuthens judar hörde till de första att mördas i koncentrationslägret i Auschwitz 1942. Efter Tysklands nederlag i andra världskriget 1945 hamnade orten på den östra sidan av Oder-Neisse-linjen och tillföll Polen.